# Laonice rossica
Laonice rossica är en ringmaskart som beskrevs av Sikorski 2003. Laonice rossica ingår i släktet Laonice och familjen Spionidae. Inga underarter finns listade i Catalogue of Life.